# Aridelus confusus
Aridelus confusus är en stekelart som beskrevs av Chen och Van Achterberg 1997. Aridelus confusus ingår i släktet Aridelus och familjen bracksteklar. Inga underarter finns listade.